# Richard Davalos
Richard Davalos (ur. 5 listopada 1930 w Nowym Jorku, zm. 8 marca 2016 w Burbank) – amerykański aktor filmowy, telewizyjny i teatralny. Dziadek aktorki Alexy Davalos.
Zagrał m.in. rolę Aarona Traska, brata Cala (w tej roli James Dean) w filmie Eli Kazana Na wschód od Edenu (1955).

## Filmografia
Filmy:
- Na wschód od Edenu (1955) jako Aaron Trask
- Morski pościg (1955) jako kadet Walter Stemme
- Umarłem tysiąc razy (1955) jako Lon Preisser
- Gabinet doktora Caligari (1962) jako Mark Lindstrom
- Nieugięty Luke (1967) jako Ślepy Dick
- Złoto dla zuchwałych (1970) jako szeregowy Gutowski
- Krwawe dziedzictwo (1971) jako Johnny Dean
- Trefny towar (1979) jako Charles
- Bitwa wśród gwiazd (1980) jako Yago: Malmori
- Śmiertelne polowanie (1981) jako Beeler
- Coś paskudnego tu nadchodzi (1983) jako pan Crosetti
- Cheerleaderki ninja (2008) jako Don Lazzaro

Seriale TV:
- Bonanza (1959-73) jako Johnny Logan (gościnnie, 1960)
- Perry Mason (1957-66) jako James Anderson/Rodney Banks (gościnnie; 1962 i 1964)
- Doktor Kildare (1961-66) jako Gordon Hall (gościnnie, 1962)
- Mannix (1967-75) jako Paddy Wright (gościnnie, 1969)
- Hawaii Five-O (1968-80) jako George Hawley (gościnnie, 1977)
- Jak zdobywano Dziki Zachód (1979) jako kpt. Olini
- Napisała: Morderstwo (1984-96) jako D.L. Beaumont (gościnnie, 1990)